# Carlo Rossi
Carlo Rossi, italijanski general, * 1880, † 1967.